# Europa Wschodnia

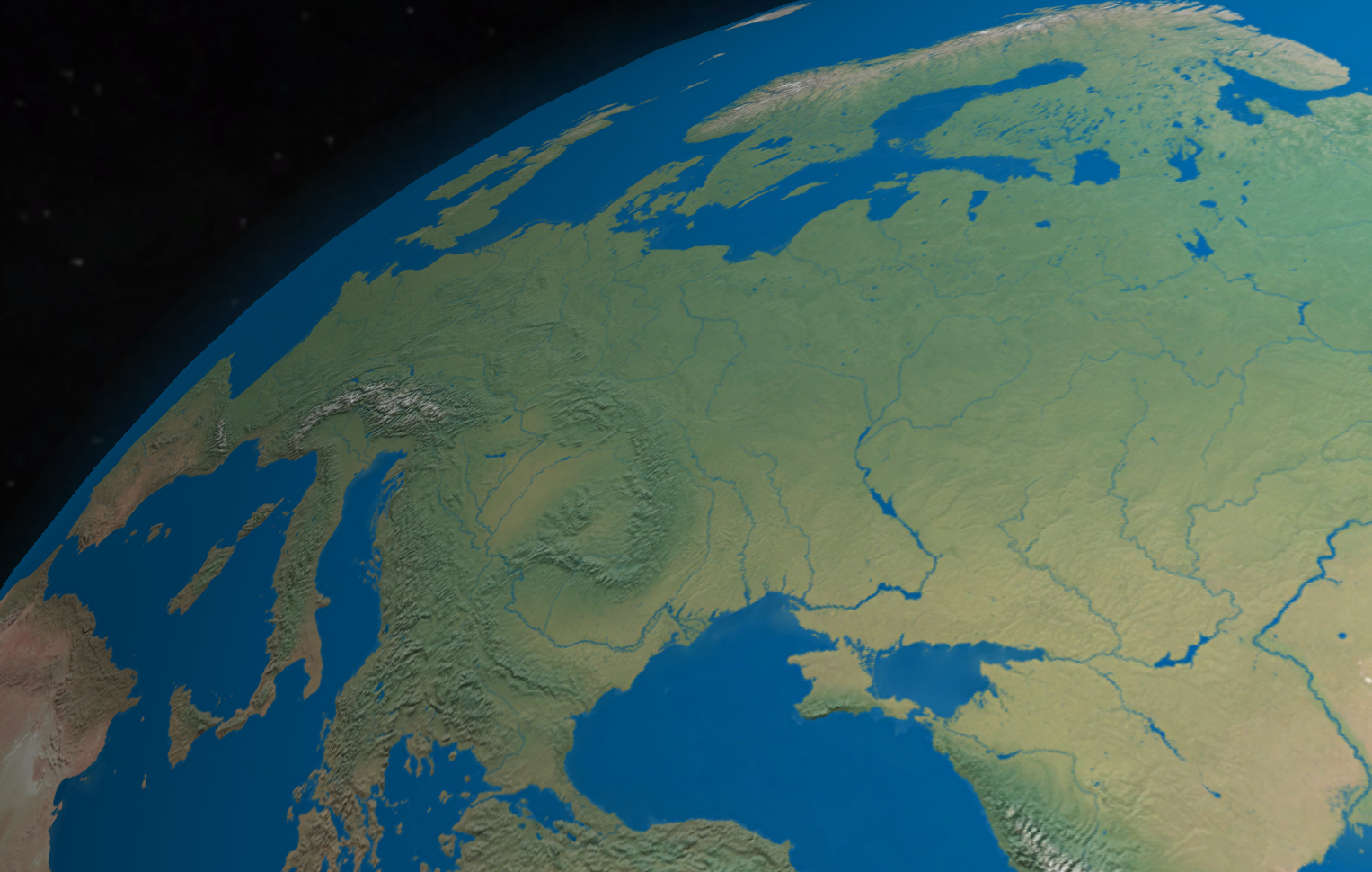
Europa Wschodnia

Europa Wschodnia – termin określający wschodnią część kontynentu europejskiego. Region ten jest różnie definiowany.

## Definicje

### Według ONZ

#### Grupa Ekspertów ONZ ds. Nazw Geograficznych
Grupa Ekspertów ONZ ds. Nazw Geograficznych, wchodząca w skład Wydziału Statystycznego Rady Gospodarczej i Społecznej ONZ, została założona w celu rozpatrzenia technicznych problemów standaryzacji nazw geograficznych. Grupa ta składa się z ekspertów wchodzących w skład różnych sekcji geograficznych i językowych, powołanych podczas Konferencji Narodów Zjednoczonych ds. Standaryzacji Nazw Geograficznych.
W skład sekcji „Europa Wschodnia oraz Azja Północna i Środkowa” wchodzą przedstawiciele następujących państw europejskich:
      – państwa bezwzględnie zaliczane do Europy Wschodniej
      – państwa czasami zaliczane do Europy Wschodniej
- Białoruś
- Bułgaria

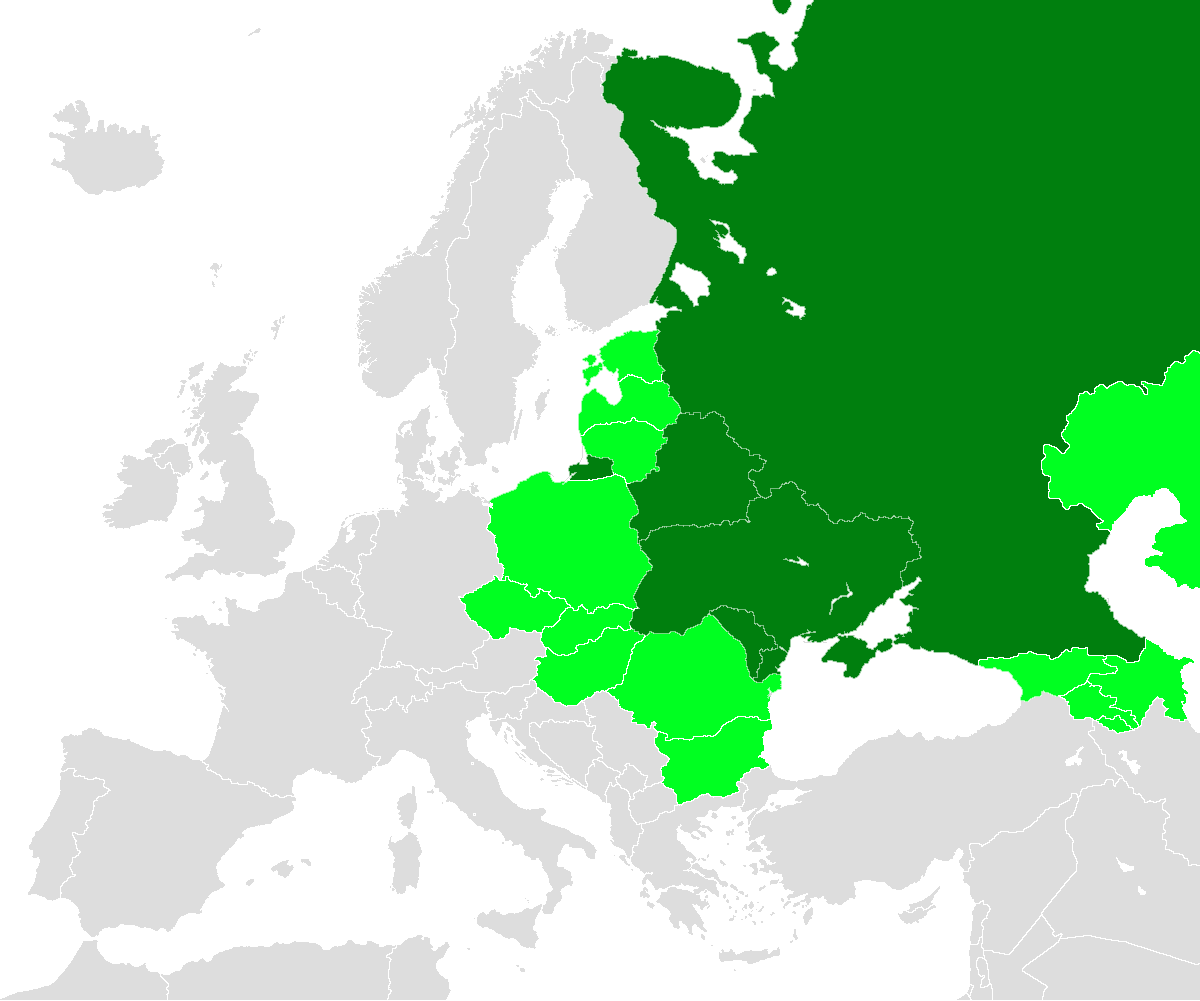
– państwa bezwzględnie zaliczane do Europy Wschodniej
– państwa czasami zaliczane do Europy Wschodniej

Sekcję tę tworzą również następujące państwa azjatyckie: Mongolia, Uzbekistan i Kirgistan.
Ponieważ poszczególne państwa mają pełną dowolność w wyborze sekcji regionalnej, do której będą należeć, podział taki nie jest formalny.

#### Wydział Statystyczny ONZ
Europa Wschodnia

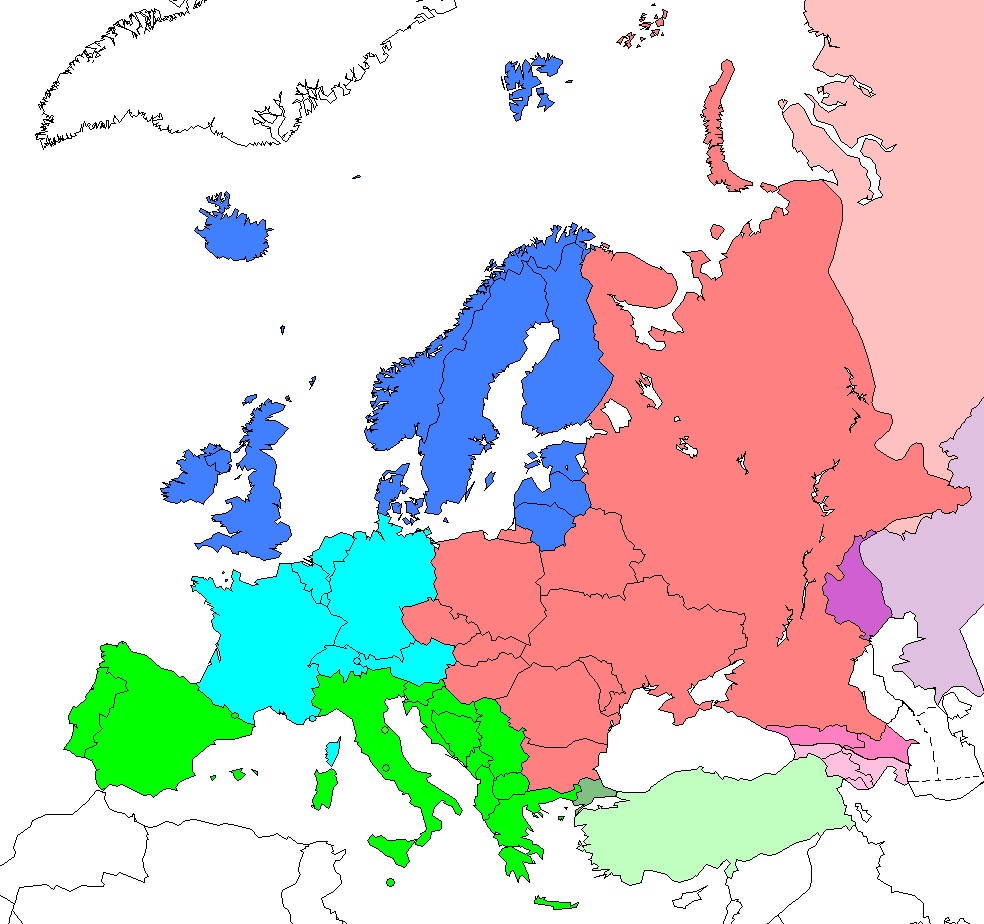
Wielkie regiony Europy według klasyfikacji statystycznej ONZ. Legenda:
Europa Wschodnia

Europa Wschodnia według bazy danych The World Factbook CIA

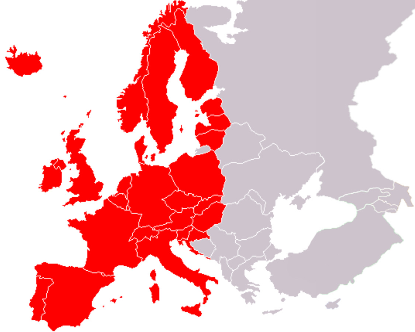
Dwa wielkie regiony kulturowe Europy: cywilizacji wschodniej (oznaczony na szaro) i cywilizacji zachodniej (oznaczony na czerwono)

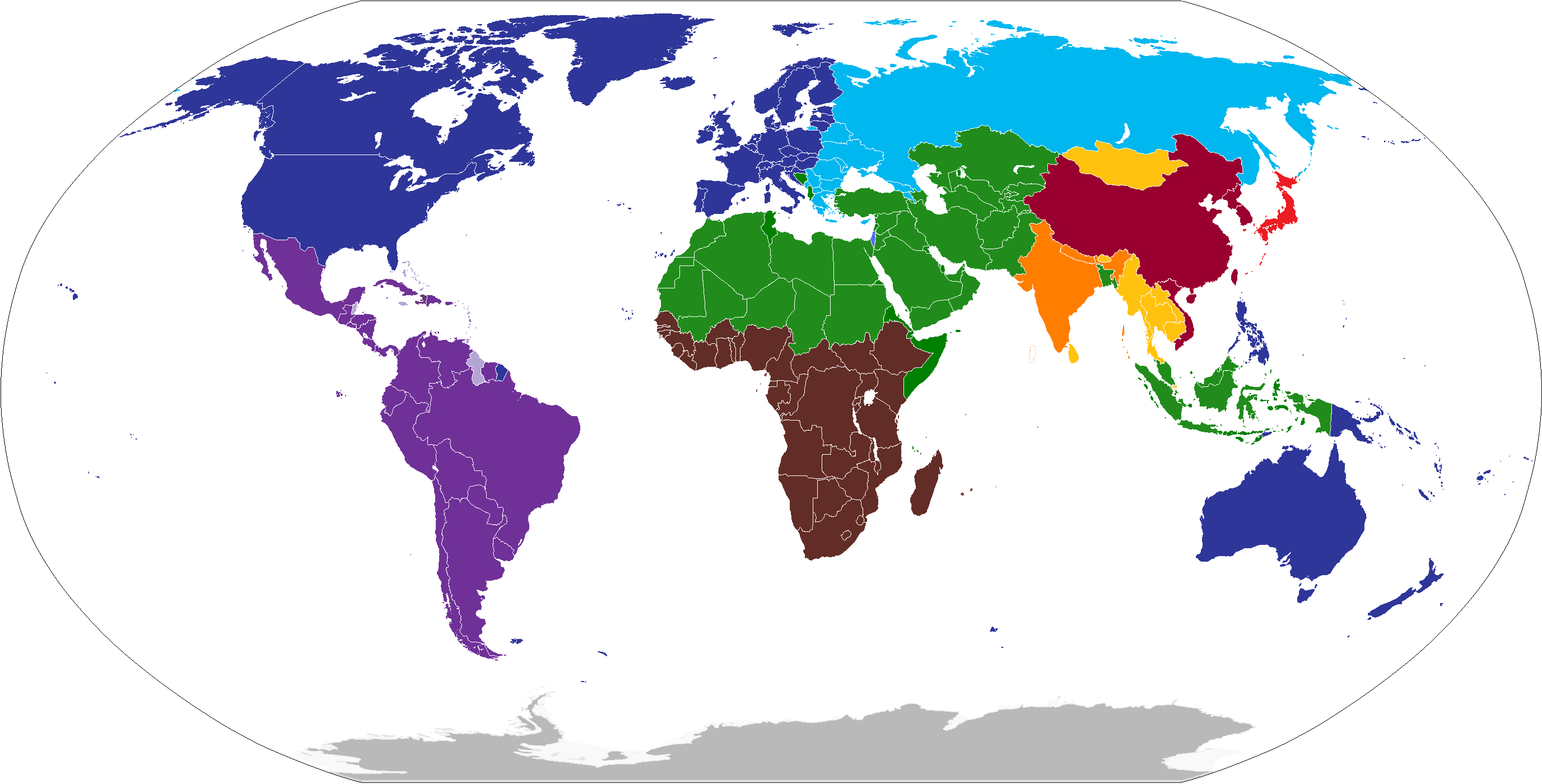
Mapa głównych cywilizacji według Huntingtona. Cywilizacja bizantyjsko-prawosławna oznaczona jest kolorem błękitnym

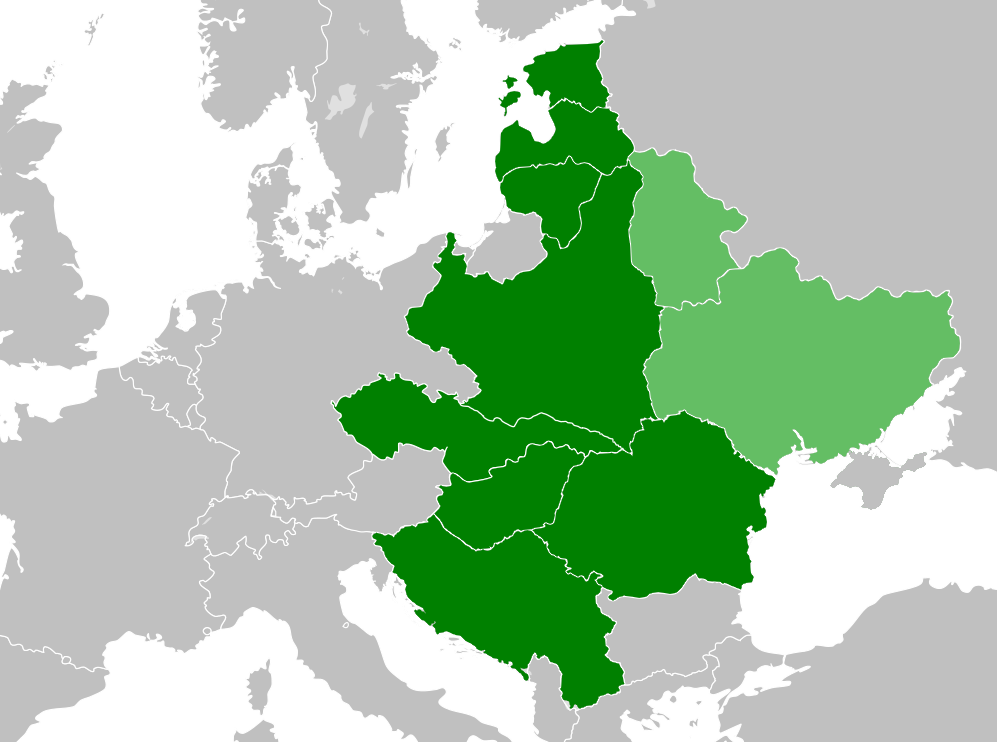
Europa Środkowo-Wschodnia w koncepcji Międzymorza (kolor jasnozielony to tereny białoruskie i ukraińskie, od 1921 r. należące do ZSRR)

Według podziału używanego przez Wydział Statystyczny Organizacji Narodów Zjednoczonych do własnych celów w skład Europy Wschodniej wchodzą:
- Białoruś
- Bułgaria
- Czechy
- Mołdawia
- Polska
- Rumunia
- Rosja
- Słowacja
- Ukraina
- Węgry

Zakwalifikowanie konkretnych państw lub obszarów do danego regionu ma na celu ułatwienie badań statystycznych i nie jest wyrazem uznania przez Organizację Narodów Zjednoczonych przynależności politycznej lub innej danego państwa lub obszaru.

#### Grupa regionalna w ONZ
Państwa członkowskie ONZ samodzielnie decydują o swojej przynależności do poszczególnej grupy regionalnej ONZ. W ONZ do Eastern European Group przystąpiły:
- Albania
- Armenia
- Azerbejdżan
- Białoruś
- Bośnia i Hercegowina
- Bułgaria
- Chorwacja
- Czarnogóra
- Gruzja
- Macedonia Północna
- Mołdawia
- Polska
- Rosja
- Rumunia
- Turcja
- Serbia
- Ukraina
- Węgry

Turcja jednocześnie przystąpiła i do Asia-Pacific Group.

### Według klasyfikacji CIA
Amerykańska Centralna Agencja Wywiadowcza, w swoim corocznym raporcie The World Factbook, do państw Europy Wschodniej zalicza:
- Białoruś
- Estonia[6]
- Litwa
- Łotwa
- Mołdawia
- Ukraina

Natomiast do państw Europy Południowo-Wschodniej CIA zalicza:
- Albania
- Bułgaria
- Bośnia i Hercegowina
- Chorwacja
- Czarnogóra
- Serbia
- Macedonia Północna
- Rumunia
- Turcja jednocześnie zaliczana do Azji Południowo-Zachodniej

 Rosja zaklasyfikowana jest jako państwo transkontynentalne.

## Klasyfikacja polityczna

### Klasyfikacja polityczna podczas zimnej wojny
- Podczas zimnej wojny termin ten określał państwa Europy które, po opanowaniu przez ZSRR, pozostały pod wpływem Związku Radzieckiego lub przynależały do tzw. bloku wschodniego (np. kraje bałtyckie czy Polska).

## Klasyfikacja kulturowa

Europa Wschodnia według Grupy Ekspertów ds. Nazw Geograficznych.

Europa Wschodnia, w znaczeniu kulturowym, należy do bizantyjsko-prawosławnego (bizantyjsko-słowiańskiego) kręgu kulturowego – pod względem kulturowym zalicza się do niej następujące państwa:
- Rosja
- Białoruś
- Ukraina
- Mołdawia

Ponadto, do kręgu tego należą następujące państwa Europy Południowo-Wschodniej:
- Albania
- Bułgaria
- Czarnogóra
- Grecja
- Macedonia Północna
- Serbia (poza Wojwodiną i Belgradem – Europa Środkowa)

 Rumunia przynależy częściowo do Europy Wschodniej (Mołdawia zachodnia), Południowo-Wschodniej (Wołoszczyzna) i Środkowej (Siedmiogród, Banat, Bukowina).

Wspólnota Niepodległych Państw (CSTO i GUAM)
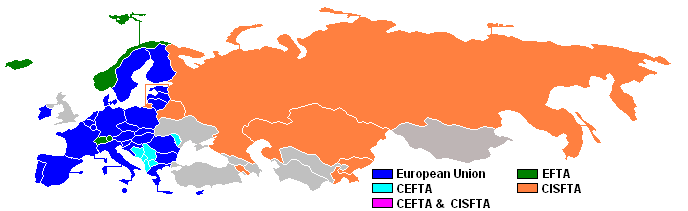
Kraje CISFTA.
Związek Rosji i Białorusi
Unia Euroazjatycka: członkowie i kraje kandydujące

## Największe miasta Europy Wschodniej
| Nr. | Miasto           | Liczba ludności | Gęstość zaludnienia (os./km) | Państwo  |
| --- | ---------------- | --------------- | ---------------------------- | -------- |
| 1.  | Moskwa           | 12 655 050      | 4940                         | Rosja    |
| 2.  | Petersburg       | 5 384 342       | 3838                         | Rosja    |
| 3.  | Kijów            | 2 967 360       | 3545                         | Ukraina  |
| 4.  | Mińsk            | 2 020 600       | 5792                         | Białoruś |
| 5.  | Bukareszt        | 1 716 983       | 7154                         | Rumunia  |
| 6.  | Charków          | 1 433 886       | 4096                         | Ukraina  |
| 7.  | Kazań            | 1 257 341       | 2135                         | Rosja    |
| 8.  | Niżny Nowogród   | 1 244 254       | 3030                         | Rosja    |
| 9.  | Sofia            | 1 221 785       | 885                          | Bułgaria |
| 10. | Samara           | 1 156 659       | 2136                         | Rosja    |
| 11. | Rostów nad Donem | 1 137 904       | 3265                         | Rosja    |
| 12. | Ufa              | 1 128 787       | 1594                         | Rosja    |
| 13. | Woroneż          | 1 058 261       | 1768                         | Rosja    |
| 14. | Perm             | 1 055 397       | 1320                         | Rosja    |
| 15. | Odessa           | 1 010 537       | 6200                         | Ukraina  |

## Definicja kulturowa
Naukowcy zajmujący się podziałami Europy wyraźnie odróżniają, w ujęciu kulturowym, Europę Południowo-Wschodnią: dawne bizantyjskie cesarstwo wschodnie i państwa stworzone przez Słowian na Półwyspie Bałkańskim – terytorium niegdyś podbite przez Imperium Osmańskie, od Europy Wschodniej, której centrum kulturowym jest Rosja, mająca za sobą doświadczenie wieloletniego jarzma tatarskiego i która wykształciła swój specyficzny model kulturowy.

Dystrybucja cyrylicy.
Państwa, gdzie język wschodniosłowiański jest językiem urzędowym